# Polyommatus amandus
The Amanda's Blue (Polyommatus amandus) là một loài bướm ngày thuộc họ Lycaenidae. Nó được tìm thấy ở Palearctic ecozone.

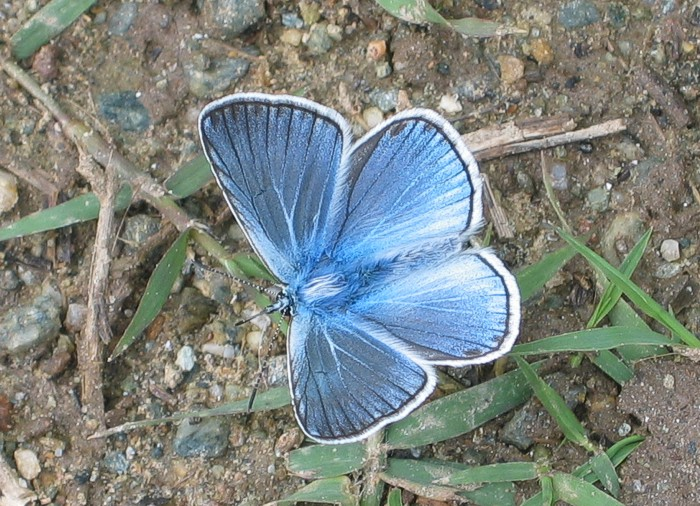

Sải cánh dài 29–36 mm. Chúng bay từ tháng 5 đến tháng 8.
Ấu trùng ăn Vicia.

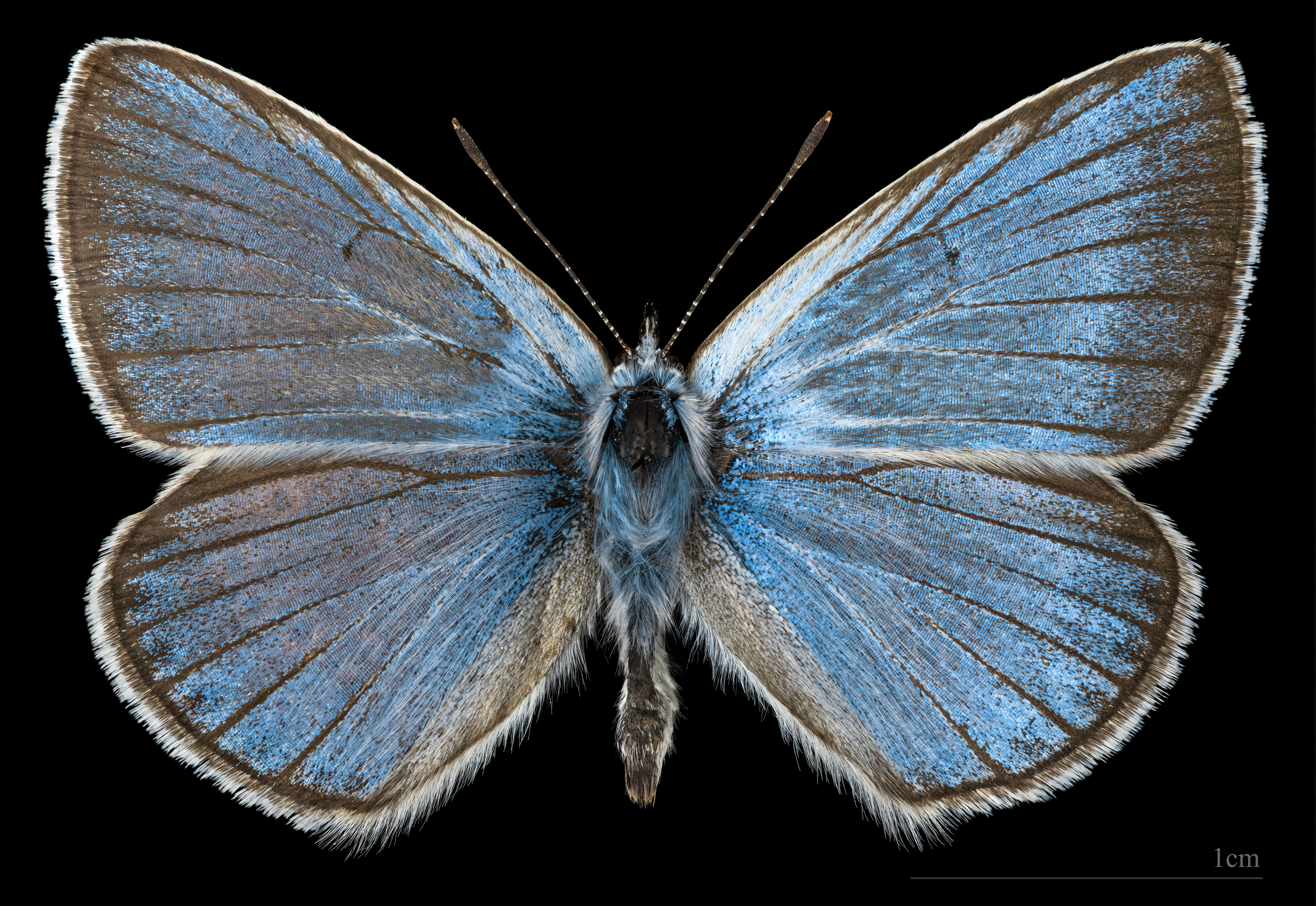
Polyommatus amandus ♂
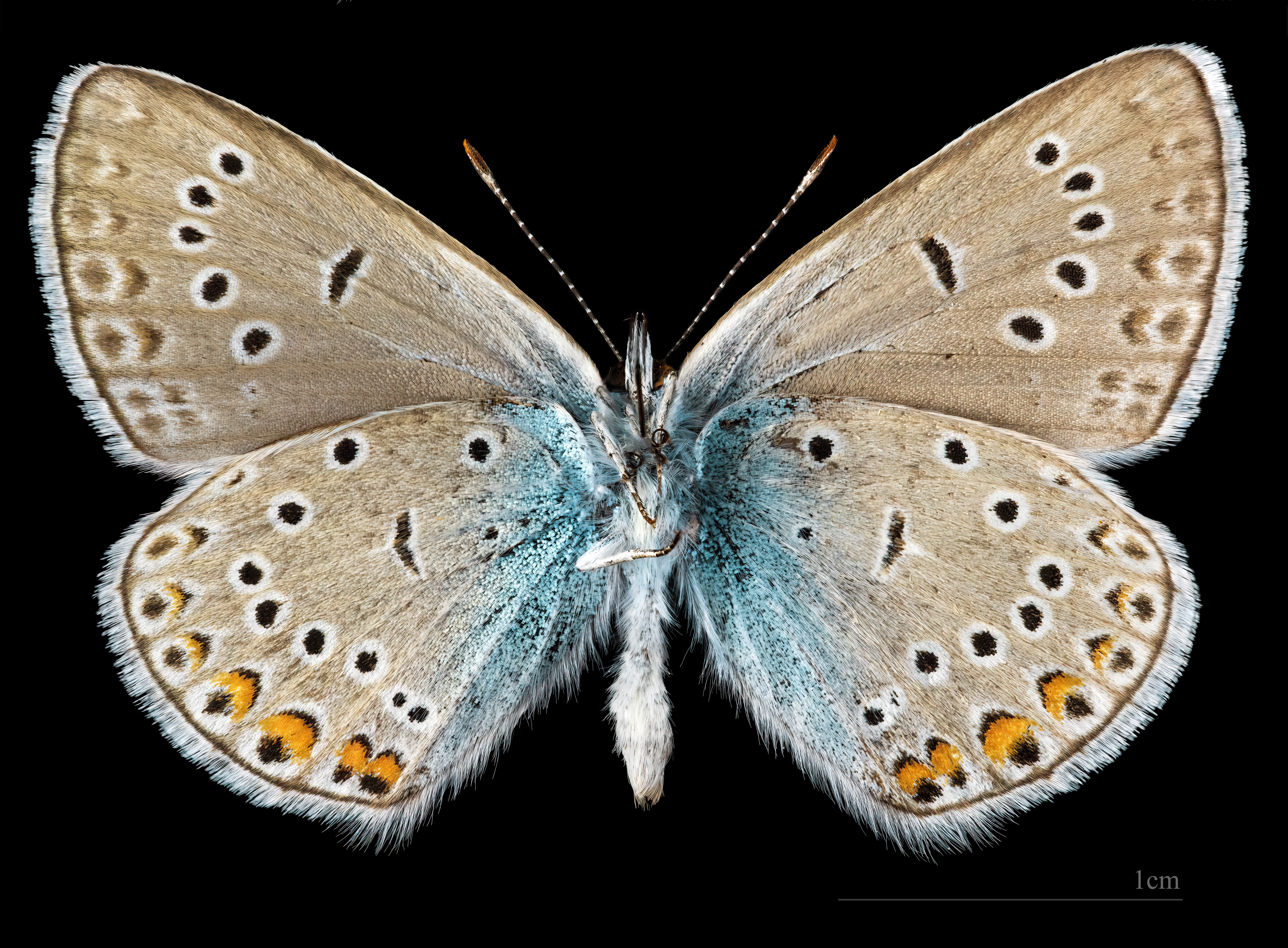
Polyommatus amandus ♂ △

## Hình ảnh

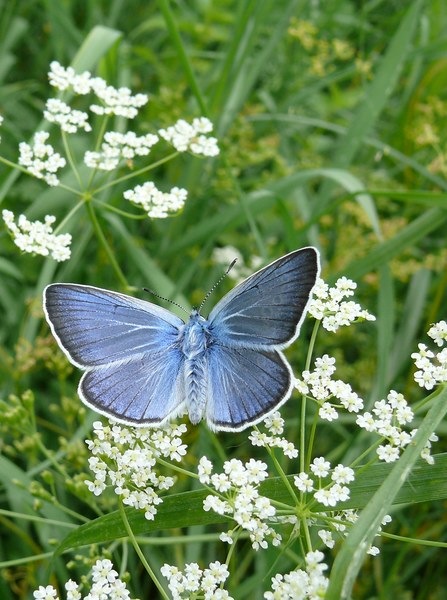
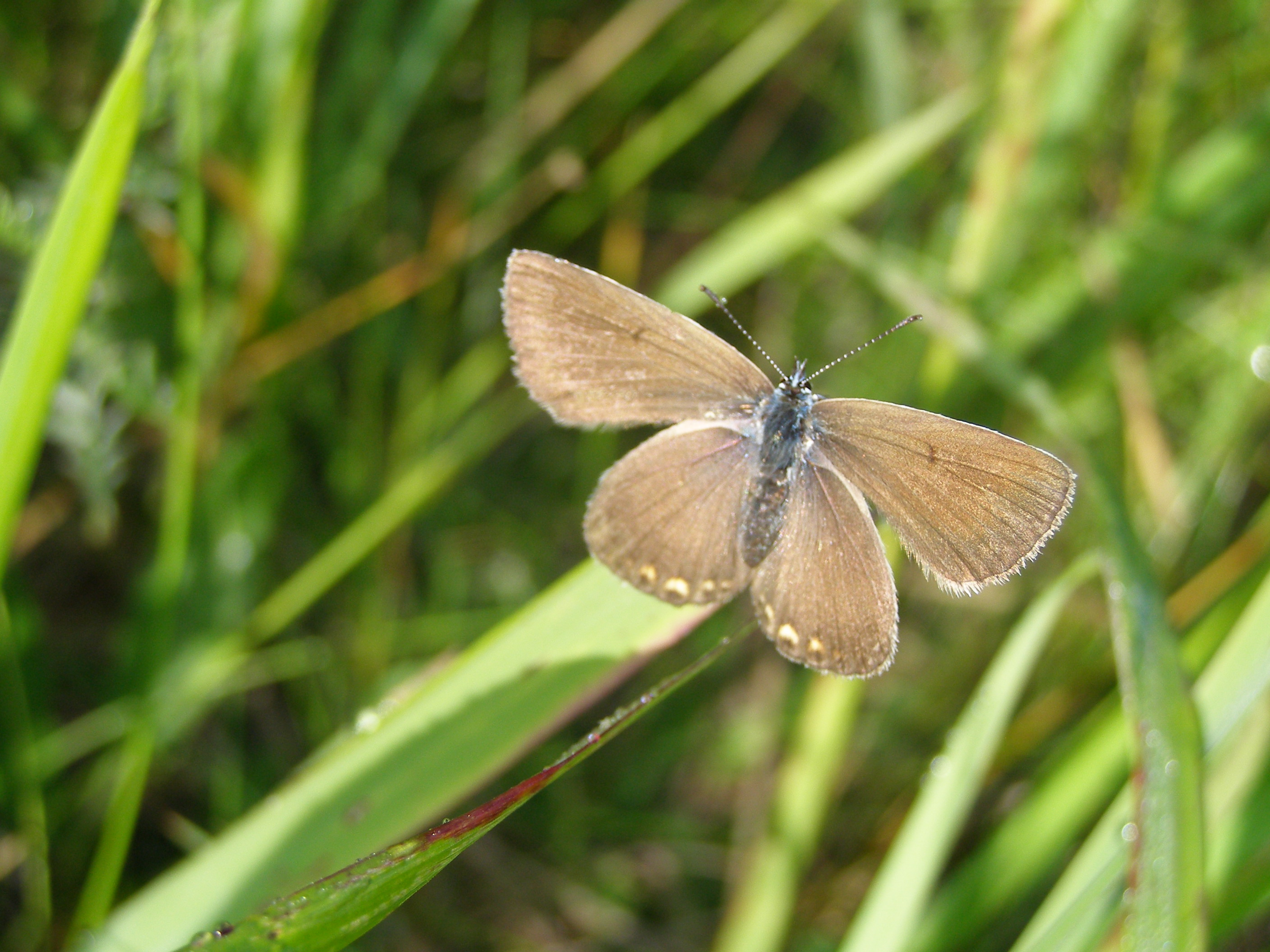
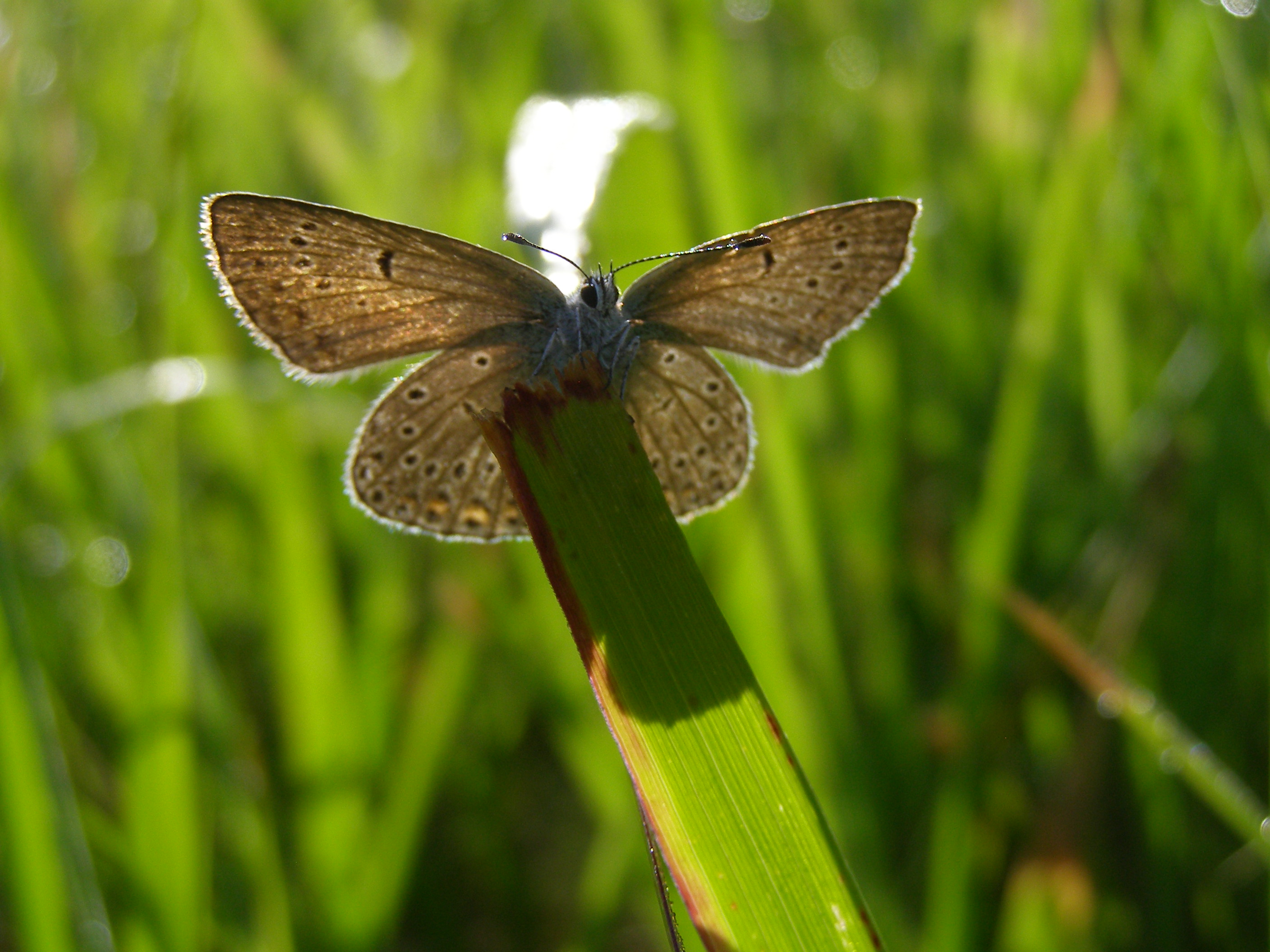
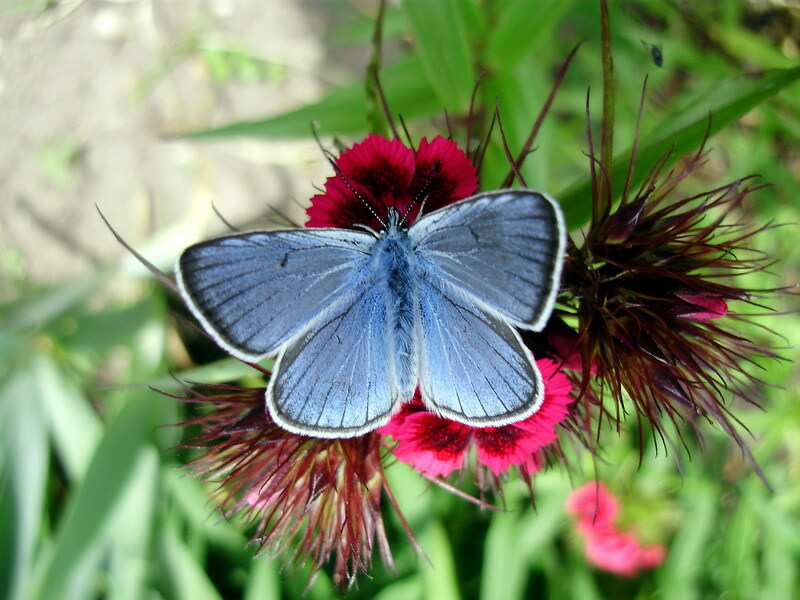
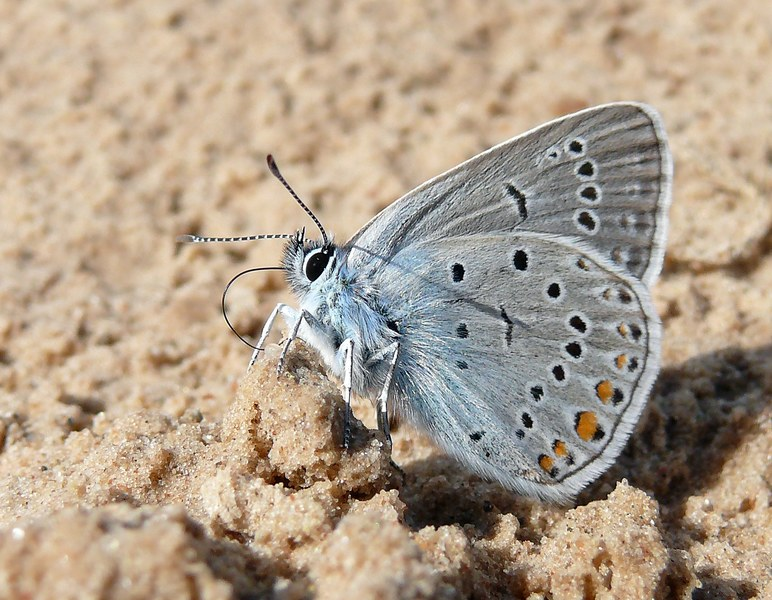